# Zgorigrad
Zgorigrad (bulgariska: Згориград) är ett distrikt i Bulgarien.   Det ligger i kommunen Obsjtina Vratsa och regionen Vratsa, i den västra delen av landet, 60 km norr om huvudstaden Sofia.
I omgivningarna runt Zgorigrad växer i huvudsak lövfällande lövskog. Runt Zgorigrad är det ganska tätbefolkat, med 111 invånare per kvadratkilometer.